# 芦屋駅 (JR西日本)

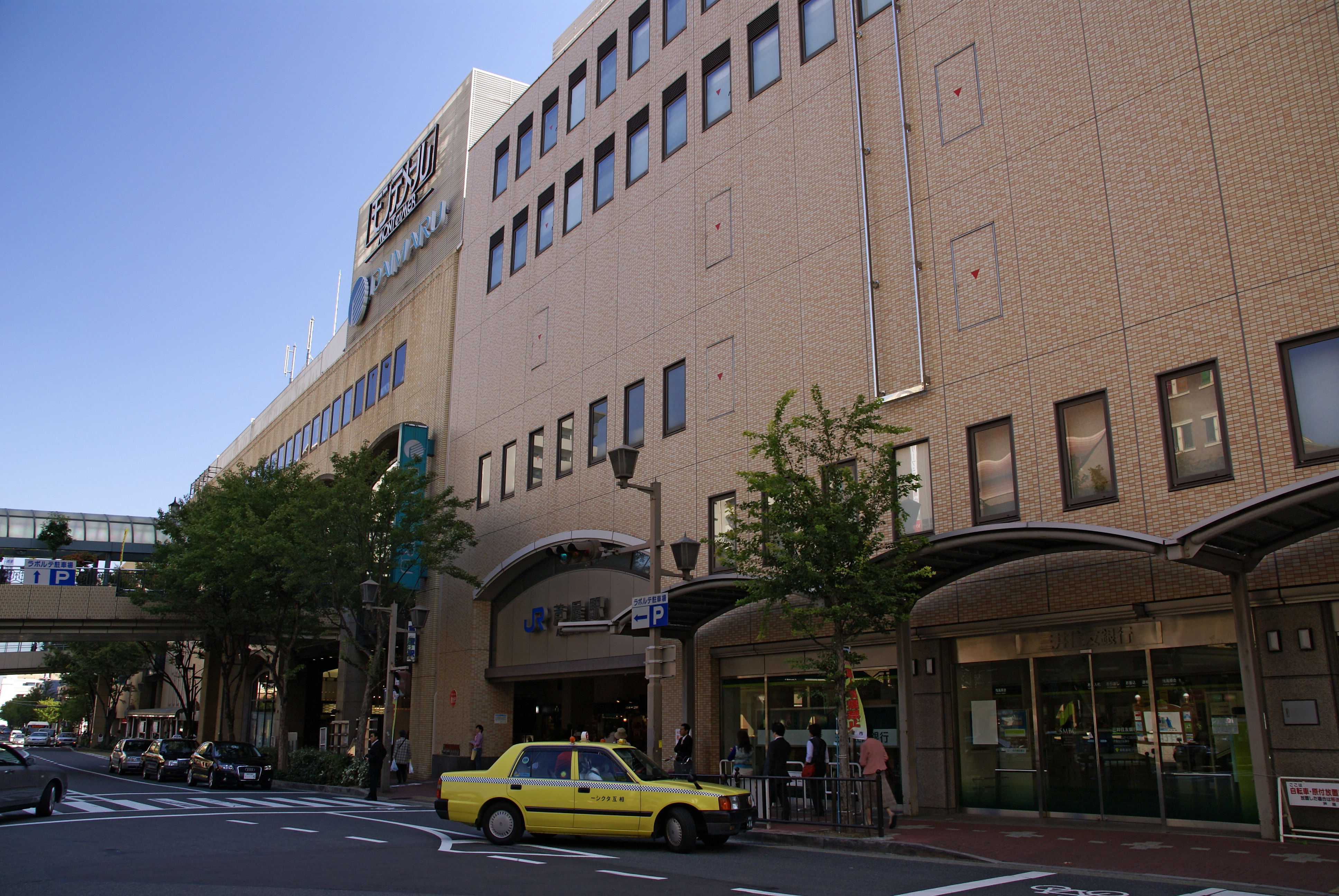
北口（2007年10月）

芦屋駅（あしやえき）は、兵庫県芦屋市船戸町にある、西日本旅客鉄道（JR西日本）東海道本線の駅である。駅番号はJR-A54。「JR神戸線」の愛称区間に含まれている。

## 概要
芦屋市の中心駅にして、新快速の停車駅である。ただし当駅への停車は普通電車との相互接続駅としての側面が強く、乗車人員は快速の各駅停車区間を除いた新快速停車駅では最少であり、通過駅である茨木駅（JR京都線）・住吉駅・六甲道駅・元町駅・垂水駅よりも少なくなっている。また摩耶駅開業以降は日中の相互接続は行われておらず、神戸側の普通・大阪側の新快速の乗り継ぎのみ可能である。なお、現在でも快速と学研都市線方面の普通の相互連絡は行われている。

## 歴史
駅の設けられた時の村名は「精道」であったが、国鉄では知名度を理由に1889年（明治22年）まで存在した村名で、当時字名として残っていた「芦屋」をつけた。後の1940年（昭和15年）に市制が施行されたときに、「芦屋」の名は新しい市名として復活している。
1957年（昭和32年）に東海道本線の快速停車駅を増やすことが検討された際、当時は隣接駅であった西宮駅と当駅で争奪戦が繰り広げられた。結局、複々線の内側（電車線）を走る快速列車は当駅、外側線（列車線）を走る快速列車は西宮駅（当時は西ノ宮駅）に停車させることで決着をみていたが、2003年（平成15年）12月1日改正で、当駅と西ノ宮駅には、外側線・内側線と関係せず快速が終日停車に統一された。

### 年表
- 1913年（大正2年）8月1日：国有鉄道東海道本線の西ノ宮駅（現在の西宮駅） - 住吉駅間に新設開業[1][2]。旅客・貨物の取り扱いを開始[2]。当時の精道村の請願、工事費1万円の寄付により建設。当時の1日の乗降客数は約80人。
- 1938年（昭和13年）7月5日：阪神大水害が発生。芦屋川の堤防が決壊して駅構内が冠水する被害[6]。
- 1960年（昭和35年）10月1日：貨物の取り扱いを廃止[2]。
- 1969年（昭和44年）：駅舎橋上化[1]。
- 1980年（昭和55年）10月：駅ビルとしてモンテメールが開業[1]（主要テナントは大丸と三和銀行（現・三菱UFJ銀行）
- 1985年（昭和60年）3月14日：荷物扱い廃止[2]。
- 1987年（昭和62年）4月1日：国鉄分割民営化により西日本旅客鉄道（JR西日本）の駅となる[2]。
- 1988年（昭和63年）3月13日：路線愛称の制定により、「JR神戸線」の愛称を使用開始。
- 1990年（平成2年）3月10日：日中時間帯に新快速が停車するようになる（同時に高槻駅にも一部が停車）。
- 1993年（平成5年）：休日の新快速が朝にも停車するようになる。ただし、夕方以降は通過のまま。
- 1995年（平成7年）
  - 1月17日：阪神・淡路大震災で駅施設が全壊したため一時営業休止[1]。
  - 1月25日：甲子園口駅 - 当駅間が営業再開[1]。
  - 2月8日：当駅 - 住吉駅間が営業再開[1]。
  - 9月1日：土曜・休日の新快速が全列車停車。
- 1997年（平成9年）
  - 2月16日：阪神・淡路大震災で崩落した駅施設の復旧工事がすべて完成。エレベーターと電光掲示板タイプの発車標を設置。大阪方面のホームを東側に移動。
  - 3月8日：JR神戸線標準接近メロディ「さざなみ」導入[7]。
  - 12月13日：自動改札機を設置し、供用開始[8]。
- 1998年（平成10年）4月23日：駅ビル「モンテメール」の西館開業[9]。
- 2002年（平成14年）7月29日：JR京都・神戸線運行管理システム導入[10]。
- 2003年（平成15年）
  - 11月1日：ICカード「ICOCA」の利用が可能となることに伴い、当駅でも供用を開始する。
  - 12月1日：新快速が終日停車するようになる[5][11]。
- 2007年（平成19年）3月18日：駅自動放送を更新。
- 2015年（平成27年）3月12日：入線警告音の見直しに伴い、接近メロディをJR神戸線標準接近メロディ「さざなみ」の音質見直し版に再び変更する[12]。
- 2016年（平成28年）3月26日：当駅での新快速と普通の相互接続が廃止される。
- 2018年（平成30年）3月17日：駅ナンバリングが導入され、使用を開始する[13]。
- 2019年（令和元年）7月：芦屋駅構内・南側周辺改良工事が開始される。
- 2020年（令和2年）
  - 3月13日：駅ビルのモンテメールがリニューアルオープン。
  - 8月：リニューアル工事開始[14]。
- 2021年（令和3年）12月24日：みどりの窓口が移転および改修される[14]。
- 2022年（令和4年）
  - 3月13日：一部改札の移転および改修[14]。
  - 3月26日：第1期リニューアル工事が完了し、増築部の駅舎の供用が開始される[15]。駅北側にエスカレーター新設[14]。下りホームに上り用エスカレーター新設[14]。コンコース内の一部店舗が開業[14]。
  - 8月6日：下りホームに下り用エスカレーター新設[14]。
  - 12月3日：改札内トイレの改修[14]。
  - 12月22日：上りホームに上り用エスカレーター新設[14]。
- 2023年（令和5年）
  - 3月26日：コンコース内に待合空間を設置。コンコース内の一部店舗開業[14]。
  - 6月17日：上りホームに下り用スカレーター新設[14]。
  - 7月29日：駅南側にエスカレーター新設[14]。これにより、リニューアル工事が全て完成[14]。

## 駅構造
島式2面4線のホーム（12両編成対応）の外側に、通過線が1本ずつ設けられた計2面6線の地上駅で、橋上駅舎を持つ。外側線の本線（1番線・6番線）は特急や貨物列車などの通過線で、ホームがないため、新快速は当駅構内のみ内側線の待避線（2番線・5番線）に移る。内側線の本線は3・4番線である。
停車場に分類され当駅には折り返し設備もあり、実際に阪神・淡路大震災の時を始めとしたダイヤ乱れの時に使われることがある。2007年度後半、朝ラッシュ時に当駅始発の普通列車（西明石駅から回送）が設定されていた。なお、阪神・淡路大震災でホームが壊れたため、1997年2月16日に復旧工事が完成した際に大阪方面のホームは東側にずれている。
当駅は駅長が配置された直営駅であり、管理駅として立花駅・甲子園口駅・西宮駅・さくら夙川駅・甲南山手駅・摂津本山駅・住吉駅の7駅を管轄している。アーバンネットワークエリアに属しており、ICOCA及び提携ICカード利用可能駅である。
トイレは改札内にある。

### のりば
| のりば | 路線     | 行先                                                                                | 備考           |
| ------ | -------- | ----------------------------------------------------------------------------------- | -------------- |
| 1      | JR神戸線 | 尼崎・大阪・京都方面 / 北新地・四条畷方面 （一部の普通は JR東西線・学研都市線直通） | 新快速・快速   |
| 2      | JR神戸線 | 尼崎・大阪・京都方面 / 北新地・四条畷方面 （一部の普通は JR東西線・学研都市線直通） | 普通・一部快速 |
| 3      | JR神戸線 | 三ノ宮・姫路方面                                                                    | 普通・一部快速 |
| 4      | JR神戸線 | 三ノ宮・姫路方面                                                                    | 新快速・快速   |

- 上表の路線名は旅客案内上の名称（愛称）で記載している。
- 運転上の　1番線=上外本線（ホームなし）　2番線=上待避線（1番のりば）　3番線＝上内本線（2番のりば）　4番線＝下内本線（3番のりば）　5番線＝下待避線（4番のりば）　6番線=下外本線（ホームなし）である
- 3番のりばから上り内側線への出発も可能である。当駅より西で輸送障害が発生した場合、大阪駅 - 当駅間の輸送確保のための折り返しに使用されることがある。
- 新快速および外側線経由の快速は1番・4番のりばにのみ停車できる。
- 内側線経由の快速は1番・4番のりばに停車する。(一部は2番・3番のりばに停車する。)
- 普通電車は、2番・3番のりばに停車する。
- 朝ラッシュ時の姫路方面行きの快速は、当駅発車後に外側線から内側線に移動し、三ノ宮駅到着までに新快速に追い抜かれる。

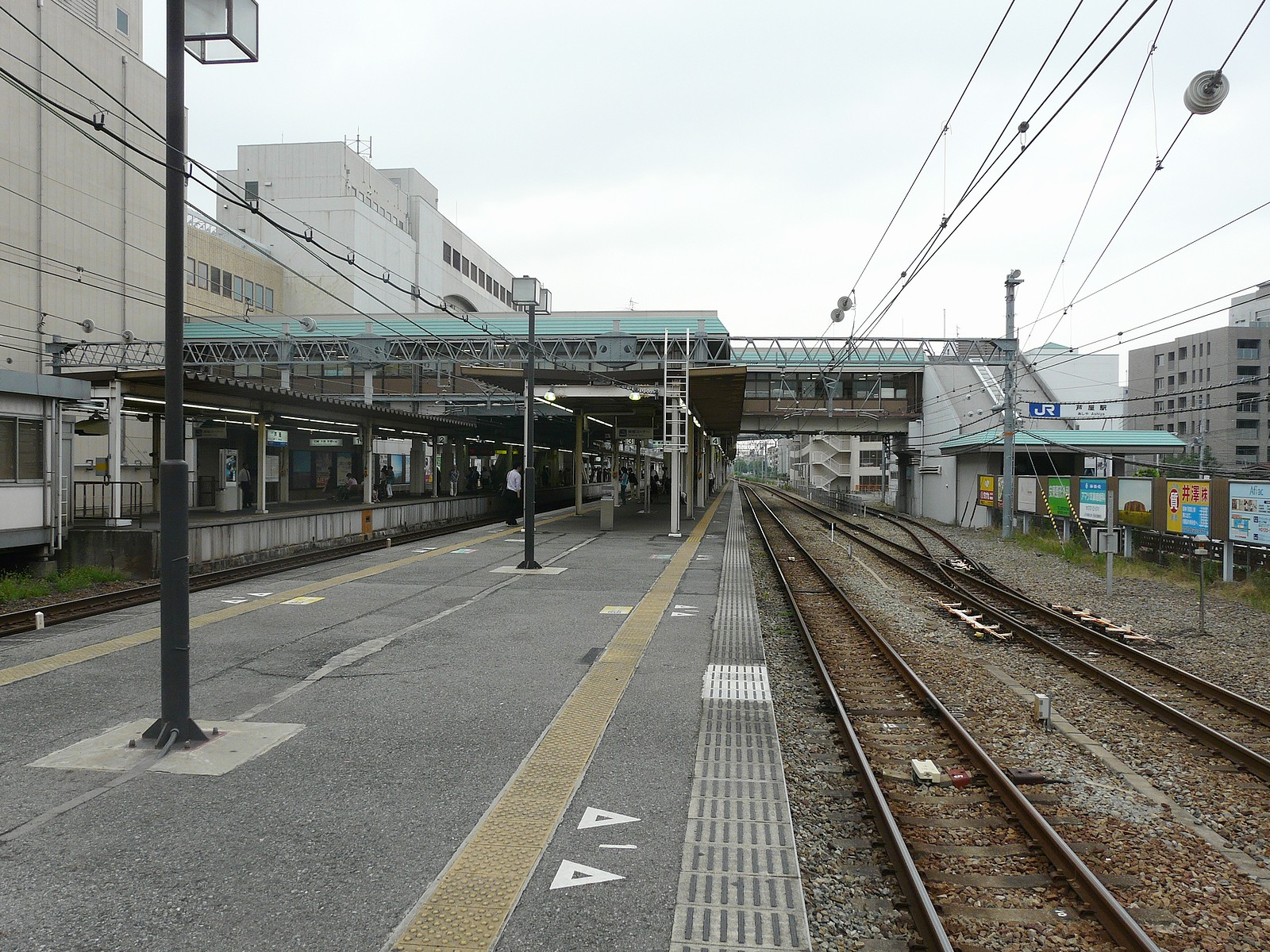
ホーム
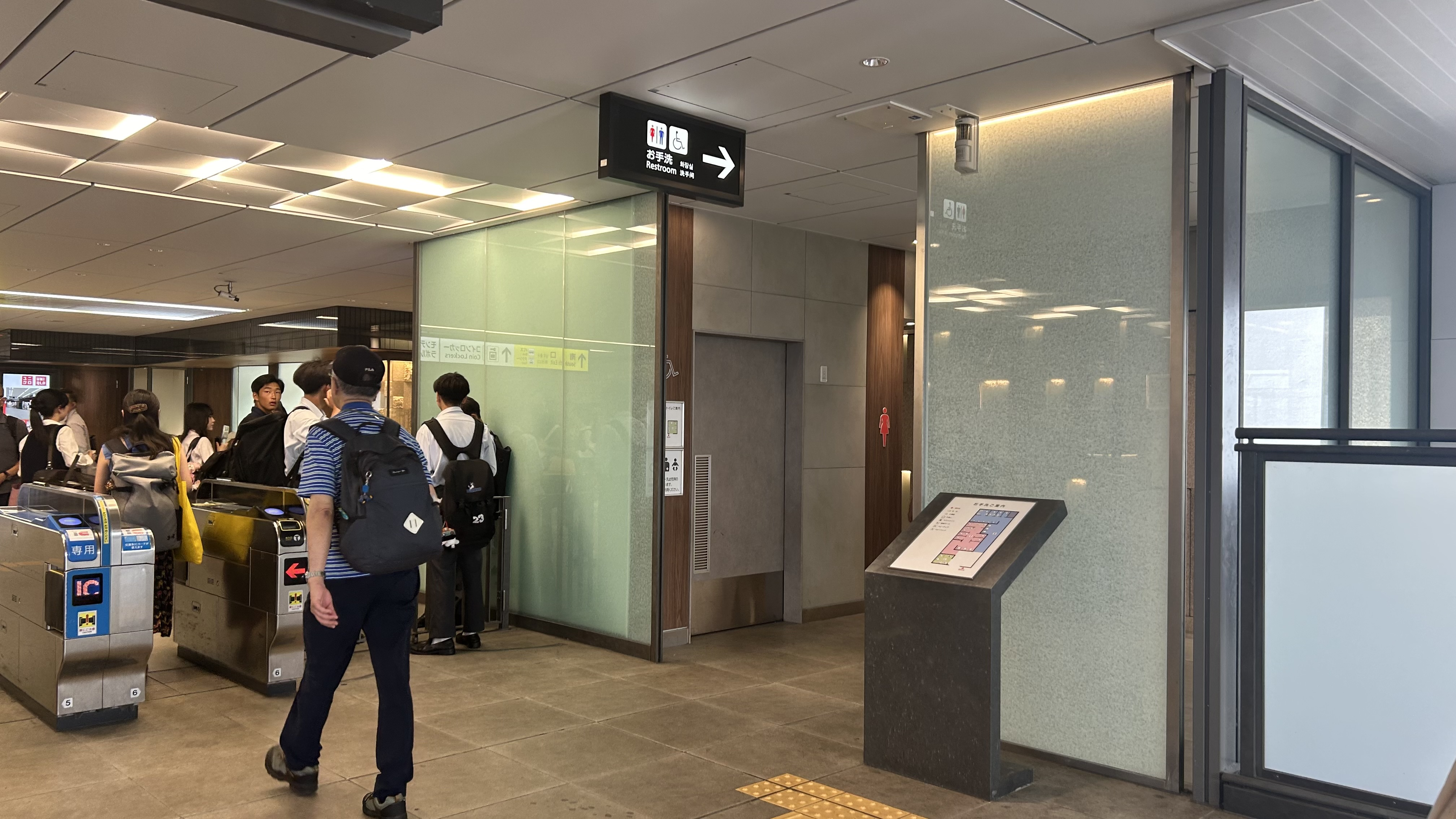
トイレ

### 速度制限
構内には6線あり、ポイントが複雑であることから、列車が構内に入線する時は下記の通りに速度規制がかかる。下り線大阪側のポイントの改良工事が行われ、大阪方面外側線から1番のりばに入線する際は45キロ制限から60キロ制限に緩和された。
- 上り外側線から2番線に進入：60キロ制限
- 上り内側線から2番線に進入：45キロ制限
- 上り内側線から3番線に進入：70キロ制限
- 2番線から上り外側線に出発：60キロ制限
- 2番線から上り内側線に出発：45キロ制限
- 下り内側線から5番線に進入：45キロ制限
- 下り外側線から5番線に進入：60キロ制限
- 5番線から下り外側線に出発：45キロ制限
- 5番線から下り内側線に出発：45キロ制限

### 芦屋
| ← 尼崎・大阪・ 京都・京橋 方面 | JR西日本 芦屋駅 鉄道配線略図 | → 三ノ宮・西明石 ・姫路・岡山 方面 |
| 凡例 出典:* 以下を参考に作成。 ** 「JR西日本 東海道本線 米原－神戸間 線路配線略図」、「特集 東海道本線2」、『鉄道ファン』、 第48巻1号（通巻第561号） 2008年1月号、折込、交友社、2008年。 ** JR西日本公式ホームページ JRおでかけネット - 芦屋駅 － 構内図 |                              |                                    |

## 駅弁
2022年ごろまでは、主な駅弁として下記を販売していた。
- ほんまもん神戸牛めし
- ほんまもん但馬牛めし
- 神戸すき焼き重
- 肉めし
- 令和の嗜み弁当
- パンダくろしお弁当

## 利用状況
2023年度の1日平均乗車人員は23,991人である。JR西日本の駅では第32位。芦屋市内では最も利用者数が多い。一方で新快速通過駅である住吉駅より利用者が少ない。
近年は下表のとおりである。
| 年度               | 1日平均乗車人員 | 1日平均乗車人員 |
| 年度               | 総数            | 定期            |
| ------------------ | --------------- | --------------- |
| 1995年（平成07年） | 31,456          | 18,369          |
| 1996年（平成08年） | 28,973          | 17,070          |
| 1997年（平成09年） | 28,068          | 16,839          |
| 1998年（平成10年） | 28,131          | 16,856          |
| 1999年（平成11年） | 27,999          | 16,698          |
| 2000年（平成12年） | 28,231          | 16,743          |
| 2001年（平成13年） | 28,513          | 16,911          |
| 2002年（平成14年） | 28,479          | 16,901          |
| 2003年（平成15年） | 28,779          | 17,105          |
| 2004年（平成16年） | 29,350          | 17,853          |
| 2005年（平成17年） | 29,878          | 18,431          |
| 2006年（平成18年） | 30,493          | 18,788          |
| 2007年（平成19年） | 30,690          | 18,954          |
| 2008年（平成20年） | 30,408          | 18,870          |
| 2009年（平成21年） | 29,084          | 18,302          |
| 2010年（平成22年） | 28,697          | 18,031          |
| 2011年（平成23年） | 28,628          | 18,029          |
| 2012年（平成24年） | 28,669          | 17,857          |
| 2013年（平成25年） | 29,042          | 18,081          |
| 2014年（平成26年） | 28,289          | 17,703          |
| 2015年（平成27年） | 28,481          | 17,888          |
| 2016年（平成28年） | 28,270          | 17,800          |
| 2017年（平成29年） | 28,355          | 17,857          |
| 2018年（平成30年） | 28,049          | 17,868          |
| 2019年（令和元年） | 27,135          | 17,565          |
| 2020年（令和02年） | 21,715          | 14,946          |
| 2021年（令和03年） | 22,173          | 14,752          |
| 2022年（令和04年） | 23,667          | 15,041          |
| 2023年（令和05年） | 23,991          |                 |

## 駅周辺

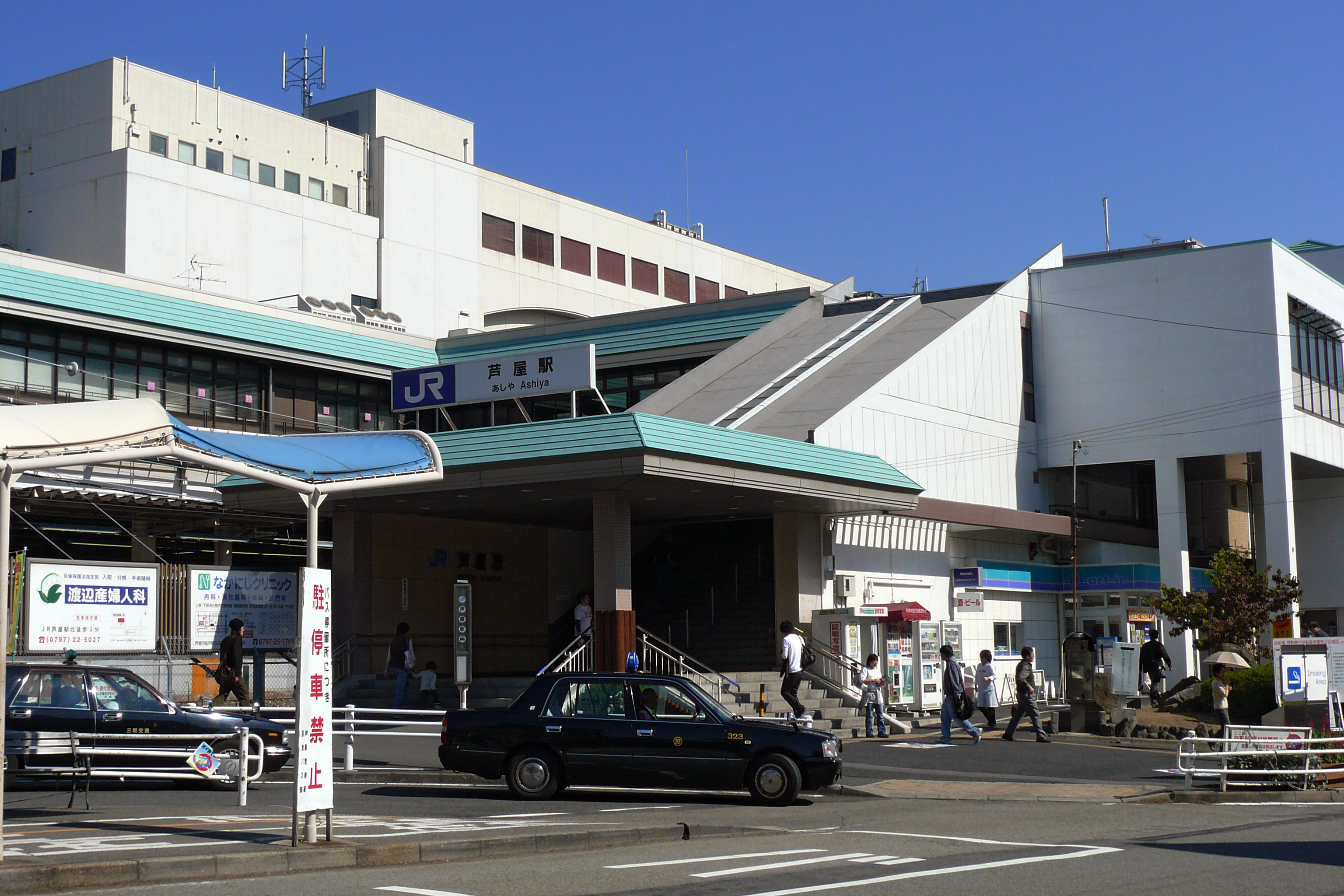
リニューアル工事前の駅南口（2007年10月）

駅ビルには大丸芦屋店がある。駅ビルは、日本国有鉄道大阪工事局を中心に計画がなされた。

### モンテメール
当駅の駅ビルでJR西日本アーバン開発が運営している。主要テナントは以下の通り。 
- 本館
  - 大丸芦屋店
- 西館
  - 住友不動産販売芦屋営業センター - 元は住友銀行が芦屋支店として使用していたが、店舗統合後の2002年にATMを除くフロアを取得し営業センターを開設した（ATMは芦屋北口出張所として存置）。
  - 三井住友銀行芦屋北口出張所

### その他の周辺施設
- タクシー乗り場
  - 北口（相互タクシー・阪神タクシー）
  - 南口（一般のタクシー）
- ラポルテ
  - コープデイズ芦屋
  - ヤマダデンキテックランド芦屋店（かつては星電社によるフランチャイズ店）[21][22]
  - ホテル竹園芦屋 - 読売ジャイアンツ・中日ドラゴンズの甲子園遠征時の宿舎として知られる。
  - 芦屋駅前郵便局
  - 三井住友銀行芦屋駅前支店（旧・さくら銀行店舗）
  - SMBC日興証券芦屋支店
- 芦屋仏教会館

## バス路線
阪急バス（芦屋浜営業所）
担当路線の拠点であり、当駅北バスターミナルを境に芦屋市の南北へのバスが発着する。
- 1番のりば：日出橋（六麓荘町）・苦楽園・阪急夙川・岩園町（岩園団地）方面
- 2番のりば：東山町・芦屋市民プール前・芦屋病院前方面
- 3番のりば：潮芦屋（南芦屋浜）方面
- 4番のりば：阪神芦屋・若葉町・シーサイドセンター・芦屋浜営業所前方面
- 5番のりば：阪急芦屋川・阪神芦屋・芦屋浜営業所前・新浜町・山手町・奥池・芦屋ハイランド方面
- 駅南側（JR芦屋南口停留所）：呉川町・大東町・阪神打出・南宮町西・新浜町方面

阪神バス（JR芦屋駅前停留所・国道2号沿い）
- 東行
  - 西宮神戸線：阪神西宮
- 西行
  - 西宮神戸線：神戸税関前

みなと観光バス（JR芦屋駅北側停留所・山手幹線沿い）
- 東行
  - 翠ヶ丘・夙川グリーンタウン（阪急夙川）方面
- 西行
  - 三条南町・JR甲南山手方面

## 隣の駅
西日本旅客鉄道（JR西日本）
 JR神戸線（東海道本線）
■新快速
尼崎駅 (JR-A49) - 芦屋駅 (JR-A54) - 三ノ宮駅 (JR-A61)
■快速
西宮駅 (JR-A52) - 芦屋駅 (JR-A54) - 住吉駅 (JR-A57)
■普通（尼崎より JR東西線・学研都市線内で区間快速となる電車を含む）
さくら夙川駅 (JR-A53) -  芦屋駅 (JR-A54) - 甲南山手駅 (JR-A55)